# 간마키정
간마키정(일본어: 上牧町)은 일본 나라현 북서부에 있는 기타카쓰시카군의 정이다.

## 지리
나라 분지의 서부, 마미 구릉의 거의 중심에 위치한다. 나라시에서 북동쪽으로 약 20km, 오사카시에서는 약 25km 거리에 있다.

## 역사
고대에는 야마토국 가쓰게군의 땅이었다. "간마키"라는 이름의 유래는 이 지역이 완만한 구릉지대로 방목에 적절한 토지여서 그 이름이 지어졌다고 여겨지고 있다. 센고쿠 시대에는 시모마키 지구에 가타오카성이 쌓아졌다. 1960년대부터 니시야마토 뉴타운의 개발이 시작되어 니시메이한 도로의 개통과 함께 인구가 급증하였다. 근래에는 도모가오카, 미도리가오카, 가쓰라기다이 등 새로운 주택지도 개발되고 있지만 예전의 니시야마토 뉴타운 구역(특히 개발이 빨랐던 가타오카다이 주변)에서는 주민이 고령화되어 인구는 거의 정체 상태이다.
- 1889년 4월 - 정촌제 시행으로 가쓰게군 간마키촌이 성립하였다.
- 1896년 3월 - 히로세군, 가쓰게군이 병합해 기타카쓰라기군이 성립하였다. 기타카쓰라기군 간마키촌이 되었다.
- 1972년 12월 - 정으로 승격해 간마키정이 되었다.

## 교통

### 도로
- 니시메이한 자동차도(일본어판)